# Jordi Vidal Reynés
Jordi Vidal Reynés (Jerez de la Frontera, 3 de enero de 1965) es un profesor, escritor, crítico e historiador de Mallorca (Islas Baleares, España).
Nació circunstancialmente en Jerez, donde su padre (aviador) estaba destinado. Se licenció en Filosofía y Letras por la Universidad de las Islas Baleares (UIB) en 1988 y ejerce como profesor de enseñanza secundaria (especialidad de Geografía e Historia) desde 1990. En paralelo a su labor docente ha llevado a cabo una labor constante como escritor, investigador y divulgador sobre temas especialmente relacionados con arte, arquitectura y deporte, así como otros aspectos históricos y sociales. Ha publicado libros, artículos en prensa y revistas especializadas y ha participado en programas de radio y televisión de las Islas Baleares.
Es colaborador habitual en medios escritos de Mallorca como el suplemento literario Bellver en Abril (Diario de Mallorca), Campus Obert (Última Hora), o el portal ploma.cat, y fue columnista del desaparecido diario El Mundo-El Día de Baleares (2001-2007). Además, ha participado en programas radiofónicos de IB3 Ràdio y Ona Mediterrània.
También ha participado en revistas especializadas como el Bolletí de la Societat Arqueològica Lul·liana (BSAL), Estudis Baleàrics, Lluc, El Mirall, Temps Moderns i Eivissa; ha coordinado o participado en diversas publicaciones de investigación y formó parte del equipo redactor de la Gran Enciclopedia de Mallorca. Es miembro de la Societat Arqueològica Lul·liana y del Institut d'Estudis Eivissencs; es socio del Grupo Ornitológico Balear (GOB). Ha participado en seminarios, congresos y jornadas de estudios locales de Mallorca. Desde 2025 es director de narrativa de la editorial Documenta Balear.

### Libros
- Història del RCD Mallorca (1916-2004). Palma: Documenta Balear, 2005 ISBN 84-96376-16-8 (en colaboración con Miguel Vidal Perelló)[6]

- Guillem Reynés Font : Arquitectura i art a Mallorca. Antologia de textos. Palma: Documenta Balear, 2006 ISBN 978-84-96376-58-8[7][8]

- Dentista de cocodrilos. Palma: Documenta Balear, 2007 ISBN 978-84-96841-47-5

- Els quatre elements: articles (1987-2012). Palma: Documenta Balear, 2013 ISBN 978-84-15432-29-6

- Lliure elecció de vers. Palma: El Puig Gros Publicacions, 2015

- Un siglo con el RCD Mallorca. 1916-2016. Palma: Comisión Centenario del Real Mallorca, 2016 ISBN 978-84-608-7936-7 (en colaboración con Miquel Vidal Perelló)[9]

- Vidálicas. Palma: El Puig Gros Publicacions, 2019. PM-45-2019

- El pájaro cuerdo. Dietario desordenado. Palma: Documenta Balear, 2024 ISBN 978-84-19956-13-2[10]

### Coordinador
- «Josep Font i Trias (1913-2000)». Estudis Baleàrics, núm. 86-87. Palma: IEB, 2007 ISSN 0212/3703

- Ferran Pujalte Vilanova: Els pioners de la industrialització a les illes balears i altres escrits. Edició a cura de Jordi Vidal i Antoni Nadal. Palma: Documenta Balear, 2008 ISBN 978-84-96841-64-2

- Cent anys de l'aviació a Mallorca (1910-2010). Estudis Baleàrics, núm. 98-99. Palma: IEB, 2010 ISSN 0212/3703